# Vesperus bolivari
Vesperus bolivari är en skalbaggsart som beskrevs av Oliveira 1893. Vesperus bolivari ingår i släktet Vesperus och familjen långhorningar.
Artens utbredningsområde är Portugal. Inga underarter finns listade i Catalogue of Life.